# Lom materijala
Lom materijala se može odrediti kao makroskopsko razdvajanje materijala, koje dovodi do gubitka nosivosti čvrstog tijela. Uzrok loma je fizikalni, a nastaje djelovanjem naprezanja koje razara atomsku ili molekularnu vezu, te se na taj način stvara nova slobodna ploština. Lomom materijala se bavi mehanika loma.
Makroskopski i mikroskopski lom materijala može biti žilav ili krhak. Kod makroskopski žilavog loma u blizini mjesta prijeloma prisutna je plastična deformacija, dok kod krhkog prijeloma ona izostaje. U mikrorazmjerima kod materijala s kristalnom strukturom (sve kovine, njihove legure, keramike, neki polimeri) lom može biti transkristalni i interkristalni. Interkristalni lom se širi kroz kristalno zrno, a može biti žilav i krhak. Kod žilavog transkristalnog loma prisutne su, na prijelomnoj površini, udubine nastale plastičnom deformacijom metalne matrice oko čestica prisutnih u mikrostrukturi metalnih materijala. Stoga se takav lom naziva jamičasti lom. 
Interkristalni lom napreduje uzduž granica zrna i uvijek je krhki lom. Po izgledu je sličan transkristalnom lomu, jer se prijelomna površina sastoji od mikro glatkih ploha, koje su u ovom slučaju granice kristalnih zrna. U makro razmjerima lom od umora materijala uvijek je pretežno krhak, tj. bez plastične deformacije strojnog dijela u okolini prijelomne površine.

## Modeli nastajanja pukotina
Najviše prihvaćeni modeli nastajanja pukotina su:
- Griffithov model pukotina
- Irwinov model pukotina
- Model teorije dislokacija

### Griffithov model pukotina
Alan Arnold Griffith (13. lipnja 1893. – 13. listopada 1963.) je postavio kriterij za idealno krhki lom idealno krhkog materijala još 1920. Ova teorija temelji se na energetskoj hipotezi loma. Polazi od pretpostavke da je lomna čvrstoća ograničena postojanjem početne pukotine u materijalu.

### Irwinov model pukotina
George Rankin Irwin (26. veljače 1907. – 9. listopada 1998. ) je učinio poboljšanje Griffithov modela pukotina. Njegova teorija temelji se na pretpostavci postojanja plastične zone pri vrhu pukotine, odnosno zamišljenog produljenja pukotine za polumjer plastične zone. Prema ovom modelu, u korijenu pukotine naprezanje je jednako granici razvlačenja, te ne postoji neizmjerno veliko naprezanje u korijenu pukotine, što je bio osnovni nedostatak Griffithov modela pukotina. 

### Model teorije dislokacija
Model teorije dislokacija je razvijen između 1930. i 1950. Utvrđeno je da krhki lom pomažu: 
- koncentracija naprezanja oko zareza, pukotina i slično;
- velike brzine opterećenja
- uporaba konstrukcija na temperaturama nižim od temperature nulte duktilnosti
- uvjeti deformacije u konstrukcijskim elementima
- područje grube i promijenjene strukture kod zavarivanja

Ovisno o vrsti naprezanja razlikuju se tri načina otvaranja pukotine:
- Jednostavno otvaranje pukotine je najčešće u praksi. Odvija se na način da se površine loma udaljavaju jedna od druge. Susreće se kod strojnih dijelova s vanjskim i unutrašnjim pukotinama, opterećenih vlačnim naprezanjem i na savijanje, te kod konstrukcija podvrgnutih unutrašnjim tlakovima.
- Uzdužno smicanje odvija se na način da površine loma klize uzdužno jedna po drugoj.
- Poprečno smicanje odvija se isto na način da površine loma klize poprečno jedna po drugoj.[3]

### Lomna čvrstoća
Lomna čvrstoća je naprezanje kod kojeg dolazi do loma materijala. To se obično određuje vlačnim ispitivanjem i iz dijagrama naprezanja. Izduženja ispitivanog uzorka nakon dostizanja vlačne čvrstoće (područje klonulosti) imaju lokalni karakter i događaju se samo u zoni suženja ispitivanog uzorka, gdje je površina presjeka najmanja sve dok se materijal konačno ne razdvoji. Krti materijali nemaju područje klonulosti. Kod njih nema pojave suženja ispitivanog uzorka, a lom se događa pri vrlo malom produljenju.

## Vrste loma materijala

### Krhki lom
Krhki lom je takav lom kod kojeg pod djelovanjem naprezanja ne postoji plastična deformacija, već se početna mikropukotina širi duž kristalne ravnine. Osim sklonosti samog materijala (sivi lijev), krhki lom se javlja i kod sniženih temperatura i velikih brzina naprezanja. Teoretski je čvrstoća kristaličnog materijala otprilike:
{\displaystyle \sigma _{\mathrm {teoretski} }={\sqrt {\frac {E\gamma }{r_{o}}}}}
gdje je: 
{\displaystyle E} - Youngov modul elastičnosti materijala,
{\displaystyle \gamma } - površinska energija,
{\displaystyle r_{o}} - ravnotežna udaljenost između središta atoma.
S druge strane, pukotina stvara koncentraciju naprezanja:
{\displaystyle \sigma _{\mathrm {elliptical\ crack} }=\sigma _{\mathrm {applied} }(1+2{\sqrt {\frac {a}{\rho }}})=2\sigma _{\mathrm {applied} }{\sqrt {\frac {a}{\rho }}}} (za oštri lom)
gdje je: -
{\displaystyle \sigma _{\mathrm {applied} }} - primijenjeno opterećenje,
{\displaystyle a} - polovina duljine pukotine,
{\displaystyle \rho } - polumjer krivulje na kraju pukotine.
Ako ove dvije formule postavimo zajedno, dobivamo:
{\displaystyle \sigma _{\mathrm {fracture} }={\sqrt {\frac {E\gamma \rho }{4ar_{o}}}}.}
Iz ove formule se može zaključiti da i pukotina s oštrim krajevima (malo ρ) i velika pukotina (veliko a) zajedno smanjuju čvrstoću materijala.

### Žilavi lom
Žilavi lom je takav lom kod kojeg je prisutna snažna plastična deformacija u svim koracima loma. Nastaje pri malim brzinama djelovanja naprezanja i pri naprezanju koje je znatno iznad granice razvlačenja. Kod vlačnog ispitavanja, ispitni uzorak se jako izdužuje (i do 100%), a poprečni presjek ispitnog uzorka se dosta smanjuje prije loma.

### Umor materijala
Umor ili zamor materijala nastaje uglavnom kod dinamički napregnutim konstrukcijama. Prilikom dinamičkog opterećenja, materijal će puknuti pri znatno manjim naprezanjima od maksimalne vlačne čvrstoće (σM), pa čak i granice razvlačenja (σ0,2). Otpornost materijala prema dinamičkom ili cikličkom (titranje) naprezanju nazivamo dinamičkom čvrstoćom materijala. Najveće naprezanje, po apsolutnoj vrijednosti, koje materijal može podnijeti pri neograničenom broju ciklusa za dani koeficijent asimetrije i oblik opterećenja uzorka, naziva se trajna dinamička čvrstoća materijala. Trajna dinamička čvrstoća još se naziva i dinamička izdržljivost ili trajna titrajna čvrstoća.
Tijek zamornog loma kod većine materijala možemo podijeliti u tri koraka:
- Inicijacija pukotine
- Širenje pukotine
- Nasilni lom

U većini slučajeva pukotina nastaje na mjestima najvećih naprezanja tj. na koncentratorima naprezanja (utori, promjene presjeka, zarezi, pukotine). Lokalni koncentratori naprezanja mogu biti:
- Dio dizajna konstrukcije (utor za pero)
- Greška prilikom obrade (zarez nastao prilikom tokarenja)
- Nepravilnosti u materijalu (pore, supstitucijski i intersticijski atomi koji povećavaju krhkost poput sumpora i vodika)

Takve nepravilnosti je moguće ukloniti optimiranjem dizajna konstrukcije, finom površinskom obradom i toplinskom obradom, čime dolazi do rekristalizacije i stvaranja sitnozrnate strukture materijala, koja povećava čvrstoću i žilavost.